# 21.ª etapa del Giro de Italia 2017
La 21ª etapa del Giro de Italia 2017 tuvo lugar el 28 de mayo de 2017 entre el Circuito de Monza y Milán sobre un recorrido de 29,3 km, siendo una contrarreloj individual. Fue la última etapa del Giro 2017.

## Clasificación de la etapa
La clasificación de la etapa fue la siguiente:
| \| Clasificación de la etapa \| Clasificación de la etapa \| Clasificación de la etapa \| Clasificación de la etapa \| Clasificación de la etapa \| \| Ciclista \| Ciclista \| Equipo \| Tiempo \| \| \| ------------------------- \| ------------------------- \| ------------------------- \| ------------------------- \| ------------------------- \| \| 1.º \| Jos van Emden \| LottoNL-Jumbo \| 33 min 08 s \| \| \| 2.º \| Tom Dumoulin \| Team Sunweb \| + 15 s \| \| \| 3.º \| Manuel Quinziato \| BMC Racing Team \| + 27 s \| \| \| 4.º \| Vasil Kiryienka \| Team Sky \| + 31 s \| \| \| 5.º \| Joey Rosskopf \| BMC Racing Team \| + 35 s \| \| \| 6.º \| Jan Bárta \| Bora-Hansgrohe \| + 39 s \| \| \| 7.º \| Georg Preidler \| Team Sunweb \| + 51 s \| \| \| 8.º \| Bob Jungels \| Quick-Step Floors \| + 54 s \| \| \| 9.º \| Jan Tratnik \| CCC Sprandi Polkowice \| + 56 s \| \| \| 10.º \| Andrey Amador \| Movistar Team \| + 1 min 02 s \| \| |                  |                       |              |
| |                  |                       |              |
| Fuente: ProCyclingStats |                  |                       |              |
| Clasificación de la etapa |                  |                       |              |
| Ciclista | Ciclista         | Equipo                | Tiempo       |
| 1.º | Jos van Emden    | LottoNL-Jumbo         | 33 min 08 s  |
| 2.º | Tom Dumoulin     | Team Sunweb           | + 15 s       |
| 3.º | Manuel Quinziato | BMC Racing Team       | + 27 s       |
| 4.º | Vasil Kiryienka  | Team Sky              | + 31 s       |
| 5.º | Joey Rosskopf    | BMC Racing Team       | + 35 s       |
| 6.º | Jan Bárta        | Bora-Hansgrohe        | + 39 s       |
| 7.º | Georg Preidler   | Team Sunweb           | + 51 s       |
| 8.º | Bob Jungels      | Quick-Step Floors     | + 54 s       |
| 9.º | Jan Tratnik      | CCC Sprandi Polkowice | + 56 s       |
| 10.º | Andrey Amador    | Movistar Team         | + 1 min 02 s |

## Clasificaciones al final de la etapa
La clasificación general tras finalizar la etapa fue la siguiente:

### Clasificación general
| \| Clasificación general \| Clasificación general \| Clasificación general \| Clasificación general \| Clasificación general \| \| Ciclista \| Ciclista \| Equipo \| Tiempo \| \| \| --------------------- \| --------------------- \| --------------------- \| --------------------- \| --------------------- \| \| 1.º \| Tom Dumoulin \| Team Sunweb \| 90 h 34 min 54 s \| \| \| 2.º \| Nairo Quintana \| Movistar Team \| + 31 s \| \| \| 3.º \| Vincenzo Nibali \| Bahrain-Merida \| + 40 s \| \| \| 4.º \| Thibaut Pinot \| FDJ \| + 1 min 17 s \| \| \| 5.º \| Ilnur Zakarin \| Katusha-Alpecin \| + 1 min 56 s \| \| \| 6.º \| Domenico Pozzovivo \| AG2R La Mondiale \| + 3 min 11 s \| \| \| 7.º \| Bauke Mollema \| Trek-Segafredo \| + 3 min 41 s \| \| \| 8.º \| Bob Jungels \| Quick-Step Floors \| + 7 min 04 s \| \| \| 9.º \| Adam Yates \| Orica-Scott \| + 8 min 10 s \| \| \| 10.º \| Davide Formolo \| Cannondale-Drapac \| + 15 min 17 s \| \| |                    |                   |                  |
| |                    |                   |                  |
| Fuente: ProCyclingStats |                    |                   |                  |
| Clasificación general |                    |                   |                  |
| Ciclista | Ciclista           | Equipo            | Tiempo           |
| 1.º | Tom Dumoulin       | Team Sunweb       | 90 h 34 min 54 s |
| 2.º | Nairo Quintana     | Movistar Team     | + 31 s           |
| 3.º | Vincenzo Nibali    | Bahrain-Merida    | + 40 s           |
| 4.º | Thibaut Pinot      | FDJ               | + 1 min 17 s     |
| 5.º | Ilnur Zakarin      | Katusha-Alpecin   | + 1 min 56 s     |
| 6.º | Domenico Pozzovivo | AG2R La Mondiale  | + 3 min 11 s     |
| 7.º | Bauke Mollema      | Trek-Segafredo    | + 3 min 41 s     |
| 8.º | Bob Jungels        | Quick-Step Floors | + 7 min 04 s     |
| 9.º | Adam Yates         | Orica-Scott       | + 8 min 10 s     |
| 10.º | Davide Formolo     | Cannondale-Drapac | + 15 min 17 s    |

### Clasificación por puntos
| Clasificación por puntos | Clasificación por puntos | Clasificación por puntos      | Clasificación por puntos | Clasificación por puntos |
| Ciclista                 | Ciclista                 | Equipo                        | Puntos                   |                          |
| ------------------------ | ------------------------ | ----------------------------- | ------------------------ | ------------------------ |
| 1.º                      | Fernando Gaviria         | Quick-Step Floors             | 325 pts                  |                          |
| 2.º                      | Jasper Stuyven           | Trek-Segafredo                | 192 pts                  |                          |
| 3.º                      | Sam Bennett              | Bora-Hansgrohe                | 117 pts                  |                          |
| 4.º                      | Daniel Teklehaimanot     | Dimension Data                | 100 pts                  |                          |
| 5.º                      | Lukas Pöstlberger        | Bora-Hansgrohe                | 98 pts                   |                          |
| 6.º                      | Tom Dumoulin             | Team Sunweb                   | 80 pts                   |                          |
| 7.º                      | Pável Brutt              | Gazprom-RusVelo               | 76 pts                   |                          |
| 8.º                      | Kristian Sbaragli        | Dimension Data                | 76 pts                   |                          |
| 9.º                      | Eugert Zhupa             | Wilier Triestina-Selle Italia | 70 pts                   |                          |
| 10.º                     | Roberto Ferrari          | UAE Team Emirates             | 70 pts                   |                          |

### Clasificaciones por equipos

#### Clasificación por tiempo
| Clasificación por equipos | Clasificación por equipos | Clasificación por equipos | Clasificación por equipos |
| Equipo                    | Equipo                    | Tiempo                    |                           |
| ------------------------- | ------------------------- | ------------------------- | ------------------------- |
| 1.º                       | Movistar Team             | 272 h 21 min 54 s         |                           |
| 2.º                       | AG2R La Mondiale          | + 59 min 46 s             |                           |
| 3.º                       | FDJ                       | + 1 h 19 min 56 s         |                           |
| 4.º                       | Bahrain-Merida            | + 1 h 24 min 52 s         |                           |
| 5.º                       | Cannondale-Drapac         | + 1 h 27 min 19 s         |                           |
| 6.º                       | UAE Team Emirates         | + 1 h 59 min 31 s         |                           |
| 7.º                       | Sky                       | + 1 h 59 min 41 s         |                           |
| 8.º                       | Astana                    | + 2 h 09 min 05 s         |                           |
| 9.º                       | Trek-Segafredo            | + 2 h 23 min 12 s         |                           |
| 10.º                      | Team Sunweb               | + 2 h 41 min 45 s         |                           |

#### Clasificación por puntos
| Clasificación por equipos | Clasificación por equipos | Clasificación por equipos | Clasificación por equipos |
| Equipo                    | Equipo                    | Puntos                    |                           |
| ------------------------- | ------------------------- | ------------------------- | ------------------------- |
| 1.º                       | Quick-Step Floors         | 516 pts                   |                           |
| 2.º                       | UAE Team Emirates         | 355 pts                   |                           |
| 3.º                       | Sky                       | 323 pts                   |                           |
| 4.º                       | Bora-Hansgrohe            | 308 pts                   |                           |
| 5.º                       | Movistar Team             | 297 pts                   |                           |
| 6.º                       | Dimension Data            | 289 pts                   |                           |
| 7.º                       | Team Sunweb               | 286 pts                   |                           |
| 8.º                       | Trek-Segafredo            | 277 pts                   |                           |
| 9.º                       | FDJ                       | 240 pts                   |                           |
| 10.º                      | Bahrain-Merida            | 239 pts                   |                           |